# Вовчанський медичний коледж
Вовчанський медичний коледж — комунальний вищий навчальний заклад І рівня акредитації Харківської обласної ради, що розташований у Вовчанську Харківської області.

## Історія
2005 року Вовчанське медичне училище реорганізоване в Вовчанський медичний коледж.

## Структура, спеціальності
Коледж готує молодших спеціалістів за фахом:
- Лікувальна справа;
- Сестринська справа.